# Brachylophus bulabula
Brachylophus bulabula là một loài thằn lằn trong họ Iguanidae. Loài này được Fisher & Harlow, Edwards & Keogh mô tả khoa học đầu tiên năm 2008. Đây là loài đặc hữu của một số đảo phía tây của Fiji (Ovalau, Gau, Kadavu và Viti Levu), nhó sống trong các khu rừng nhiệt đới tại Fiji. Chúng là một trong số ít các loài cự đà tìm thấy bên ngoài tân Thế giới.